# Riosucio, Caldas
Riosucio là một khu tự quản thuộc tỉnh Caldas, Colombia. Thủ phủ của khu tự quản Riosucio đóng tại Riosucio Khu tự quản Riosucio có diện tích 422 ki lô mét vuông. Đến thời điểm ngày 28 tháng 5 năm 2005, khu tự quản Riosucio có dân số 43511 người.